# Toledo (Bolivia)
Toledo es una población y municipio de Bolivia, capital de la provincia de Saucarí en el departamento de Oruro. Fue designada como capital de provincia por Ley de 23 de noviembre de 1963 al crearse la provincia, durante el gobierno de Víctor Paz Estenssoro. La localidad se ubica a 38 km al sur de la ciudad de Oruro, la capital departamental.

## Geografía
Toledo es el único municipio de la provincia de Saucarí. Limita al norte con el municipio de Caracollo y al este con el municipio de El Choro, ambos en la provincia de Cercado, al sureste con el municipio de Pazña en la provincia de Poopó, al sur con el municipio de Andamarca en la provincia de Sud Carangas, al oeste con el municipio de Corque en la provincia de Carangas, y al noroeste con el municipio de Huayllamarca en la provincia de Nor Carangas.
Presenta una topografía de planicie altiplánica, con montañas y laderas de una altitud media de 3.710 m s. n. m. Su clima es frío, con una temperatura media anual de 10 °C y una precipitación media de 200 mm. La vegetación es predominantemente de pajonales, gramadales, thola y otras especies típicas del altiplano.

## Demografía
De acuerdo con el censo boliviano de 2024, la población del municipio de Toledo es de 12 115 habitantes.
La población del municipio aumentó más del doble entre 1992 y 2024:
| Año  | Habitantes (municipio) | Fuente |
| ---- | ---------------------- | ------ |
| 1992 | 5.569                  | Censo  |
| 2001 | 7.763                  | Censo  |
| 2012 | 10.149                 | Censo  |
| 2024 | 12.115                 | Censo  |

## Economía
La actividad económica principal del municipio es la ganadería, con la cría de ovinos y en menor escala de llamas, rubro del cual obtienen carne, lana y fibra, además de queso, leche, pieles y charque, destinado tanto a la comercialización como al consumo doméstico. La crianza y comercialización de ovinos es la que mejores réditos reporta a la población a partir de hatos mejorados en la mayoría de las comunidades y acceso a asistencia técnica y productos veterinarios.
La agricultura es limitada por las condiciones climáticas y de suelos, con cultivos como papa amarga, quinua, y forrajes como alfalfa, cebada y pastos introducidos. En este rubro, la tecnología empleada es menos tradicional que en otras comunidades, utilizándose tracción mecánica e insumos agropecuarios.
La minería constituye otra actividad importante, en tanto un sector importante de la población trabaja en la Empresa Minera Inti Raymi que explota oro en el cerro Kory Collo, rubro que ha generado diversas actividades de servicio, y fuentes de ingresos fijos y eventuales para la población.

## Transporte
Toledo se ubica a 37 kilómetros por carretera al suroeste de Oruro, capital del departamento homónimo.
Por Toledo pasa la carretera nacional Ruta 12, de 279 km de longitud, que va desde Pisiga, en la frontera con Chile, en dirección noreste a través de Sabaya, Huachacalla, Ancaravi y Toledo hasta Oruro, y luego hasta Ocotavi. En Oruro cruza la Ruta 1 norte-sur desde el Lago Titicaca pasando por El Alto, Oruro y Potosí hasta Bermejo. En Ocotavi se encuentra con la Ruta 4, que se dirige al este hacia Cochabamba, Santa Cruz de la Sierra y Puerto Suárez en la frontera con Brasil.